# Cygne chanteur
Cygnus cygnus
Espèce
Répartition géographique
Statut de conservation UICN

 LC  : Préoccupation mineure
Synonymes
- Anas cygnus Linnaeus, 1758[1]
- Cygnus cygnus cygnus Linnaeus, 1758[1]
- Cygnus cygnus islandicus Brehm, 1831[1]
- Cygnus cygnus[2]
- Cygnus musicus[1]
- Olor cygnus[1] [2]

Le cygne chanteur (Cygnus cygnus) ou cygne sauvage, est une espèce d'oiseaux appartenant à la famille des Anatidae. C'est un grand cygne de l'hémisphère Nord. Ce cygne eurasien est proche du cygne trompette nord-américain (Cygnus buccinator). Le cygne chanteur est l'oiseau national de la Finlande.

## Description
Le cygne chanteur est similaire au cygne trompette (Cygnus buccinator) d'Amérique du Nord, bien qu'il s'en différencie facilement par la couleur en partie jaune de son bec, le cygne trompette ayant le bec entièrement noir. Les deux taxons, très proches aussi par leur écologie, ont parfois été considérés comme deux sous-espèces de la même espèce. Il est aussi très ressemblant au cygne siffleur (Cygnus columbianus) et surtout à la sous-espèce d'Eurasie appelée cygne de Bewick (Cygnus columbianus bewickii), avec laquelle il peut cohabiter en de nombreux endroits, mais il s'en distingue par sa taille nettement plus grande, par un cou plus allongé et une tête plus anguleuse.
Il mesure entre 140 et 160 cm de longueur et de 205 à 235 cm d'envergure. Les plus lourds de ces volatiles peuvent peser 14 kilogrammes. Le plumage est entièrement blanc, le bec jaune et noir. Les oiseaux se nourrissant dans des eaux ferrugineuses ont souvent le plumage teinté de roussâtre. La couleur du bec le distingue des autres espèces de cygnes. La distinction entre le cygne chanteur et le cygne de Bewick par ce caractère est cependant plus délicate. Le jaune du bec du cygne chanteur est très étendu et seul le bout du bec est noir contrairement au cygne de Bewick dont le bec est majoritairement noir, avec la base jaune, au mieux, mi-jaune, mi-noir. Le jaune sur le bec du cygne de Bewick présente une forme plus arrondie, tandis qu'elle est en pointe et atteint le dessous des narines chez le cygne chanteur. Le jaune chez le cygne de Bewick n'atteint pas le dessous des narines.
Les cygnes chanteurs ont un cri bruyant et profond, claironnant tel celui d'une trompette. Ce cri est plus fort et plus grave que celui du cygne de Bewick lui aussi très sonore. Les grands groupes de cygnes chanteurs qui passent l'hiver en Europe moyenne ou méridionale peuvent être entendus à des kilomètres à la ronde et ne peuvent pas passer inaperçus. Le concert peut se manifester de jour comme de nuit. Cette caractéristique interdit toute confusion possible avec le cygne tuberculé qui est presque silencieux. En revanche le vol du cygne chanteur n'émet qu'un faible sifflement avec les ailes, contrairement au vol du cygne tuberculé qui est beaucoup plus sonore.

## Répartition

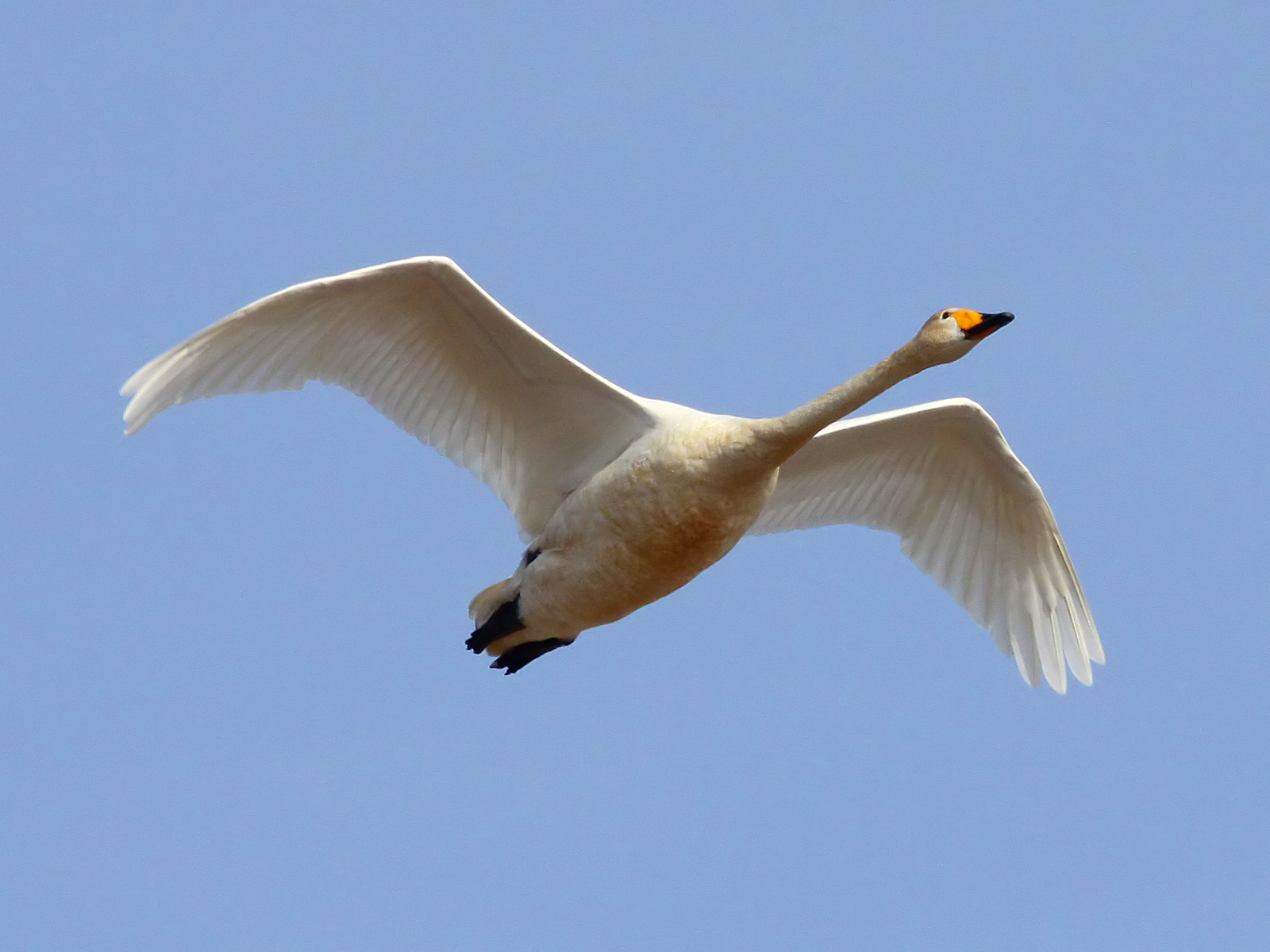
Le cygne chanteur en vol.

Le cygne chanteur (Cygnus cygnus) niche principalement dans les lacs et les vastes tourbières de la taïga d'Eurasie : Russie, Scandinavie et Finlande, mais aussi dans la toundra arctique, y compris en Islande. C'est une espèce plus méridionale que le cygne de Bewick, ce dernier se cantonnant uniquement à la toundra plus au nord en période de nidification, bien que leurs aires de nidification se chevauchent par endroits. Le cygne chanteur est au contraire plus nordique que le cygne tuberculé qui niche quant à lui plus au sud dans la zone de la forêt décidue et mixte tempérée et de la steppe, bien que là aussi leurs aires de nidification se chevauchent par endroits en Asie centrale et plus récemment autour de la mer Baltique. En Asie l'aire de nidification du cygne chanteur descend jusqu'à la zone de la steppe (sud de la Russie, Kazakhstan, Mongolie, nord de la Chine).
Dans les années 1950, l’espèce était proche de l’extinction en Finlande, qui était, avec le nord de la Russie, l'un des derniers endroit en Europe où elle nidifiait. Aujourd’hui, elle se reproduit presque partout dans le pays, grâce aux campagnes de protection menées par les défenseurs de l’environnement, inspirées par l’écrivain Yrjö Kokko.
En Europe, l'aire de nidification du cygne chanteur est actuellement en forte expansion vers le sud et l'ouest, il niche désormais dans toute la Scandinavie, dans les pays baltes, en Pologne, dans le nord de l'Allemagne et des Pays-Bas, ainsi que dans les îles Britanniques.
Un cas récent mais isolé de reproduction a été enregistré sur le territoire français, dans la Dombes, alors que l’espèce était auparavant seulement connue comme hivernante en France. La population s'y maintient néanmoins depuis 2012 et comporte désormais 4 couples.
Les cygnes chanteurs peuvent migrer sur des centaines, voire des milliers de kilomètres vers leurs sites d'hivernage, allant jusqu'en Europe du Sud et en Asie de l'Est. Cet oiseau est un vagabond occasionnel du sous-continent indien et de l'ouest de l'Amérique du Nord.
En hiver en Europe de l'Ouest il arrive souvent que deux espèces ou les trois espèces européennes de cygne se rassemblent sur les mêmes plans d'eau voire dans les mêmes groupes.

## Habitat

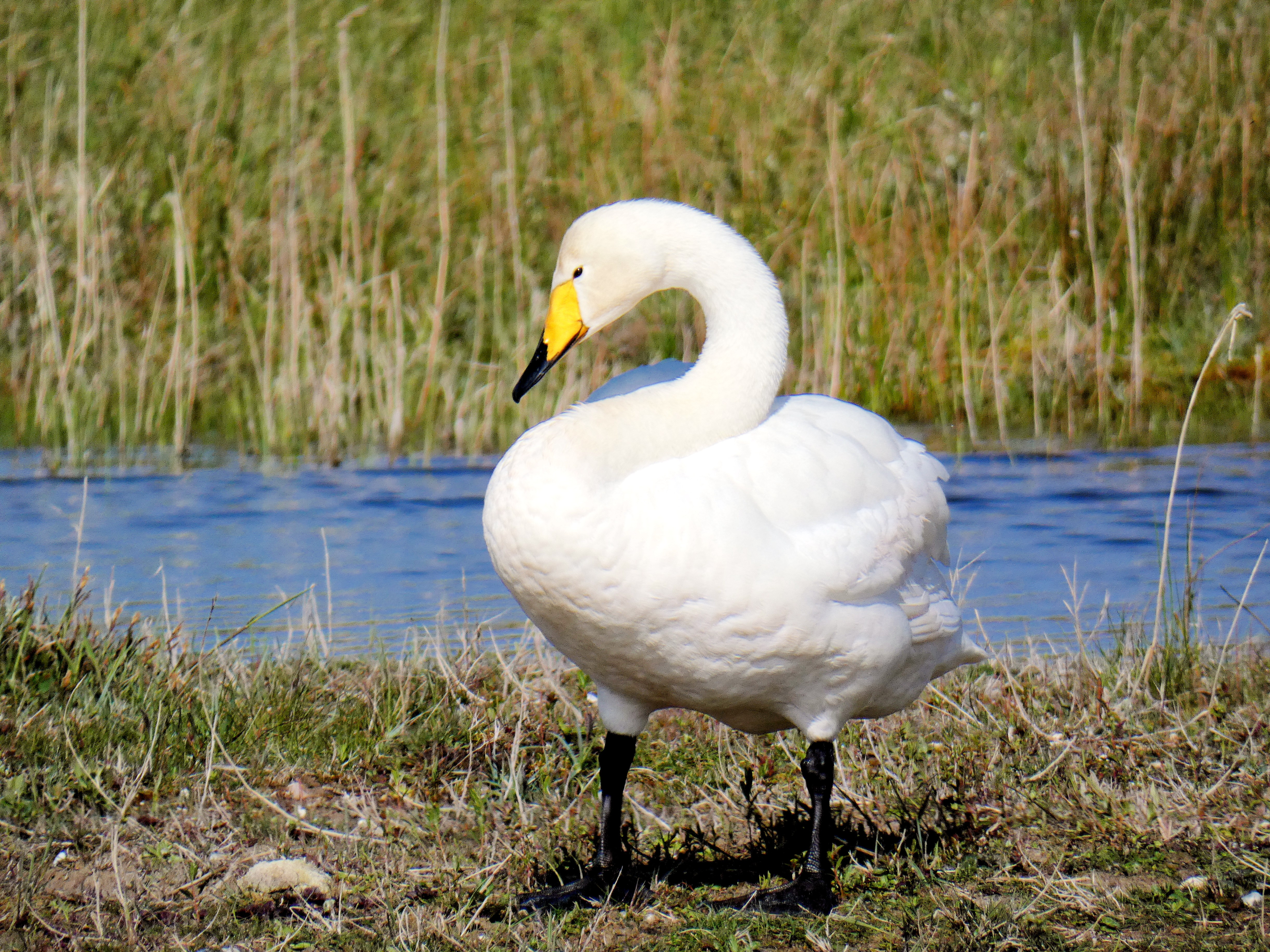
Cygne chanteur en hivernage au parc du Marquenterre.

Cet oiseau niche principalement dans la taïga subarctique, mais aussi la toundra arctique et la steppe plus au sud, où il habite les plans d'eau comme les nombreux lacs, les réseaux d'étangs et de tourbières.
Il a besoin de grandes étendues d'eau pour vivre, surtout les juvéniles encore en croissance, car leur poids corporel ne peut pas être supporté par leurs pattes sur de trop longues périodes. Le cygne chanteur passe la majeure partie de son temps à nager, à filtrer l'eau pour se nourrir ou à manger de grandes quantités de plantes aquatiques qui poussent sur le fond.
En hiver, lorsqu'il descend en Europe de l'Ouest, il recherche des eaux libres de glace, et il fréquente aussi les champs et les prairies proches, broutant sur la terre ferme à la manière des oies.

## Nidification
Gros tas d'herbe et de roseaux au bord de l'eau ou en eau profonde (5-8 œufs/1 ponte/avril-juin)[pas clair]

## Biologie
Le cri est bruyant, ressemblant à des coups de trompette. C'est le plus bruyant des cygnes et ce sont les variations de son chant lui ont valu son nom. Le chant est composé généralement « de 6 ou 7 notes aux tonalités montantes et descendantes ».
Les couples sont permanents, le mâle et la femelle construisent le nid ensemble. La femelle pond, en avril ou mai, 4 à 7 œufs qui sont couvés durant 5 et 6 semaines. L'espèce est grégaire en dehors de la saison de reproduction. Les jeunes sont nidifuges, ils sont portés par leur mère sous la surveillance agressive et la protection du mâle. L'envol s'effectue environ 87 à 90 jours après l'éclosion.

## Alimentation et régime
Le cygne chanteur est essentiellement végétarien : il se nourrit de végétaux aquatiques dont il utilise toutes les parties (tiges, feuilles, racines, pousses et racines). On peut également l'observer broutant l'herbe des prés ou dans les champs de céréales, à la manière des oies. Une infime partie de son alimentation est constituée de petits invertébrés.

## Populations

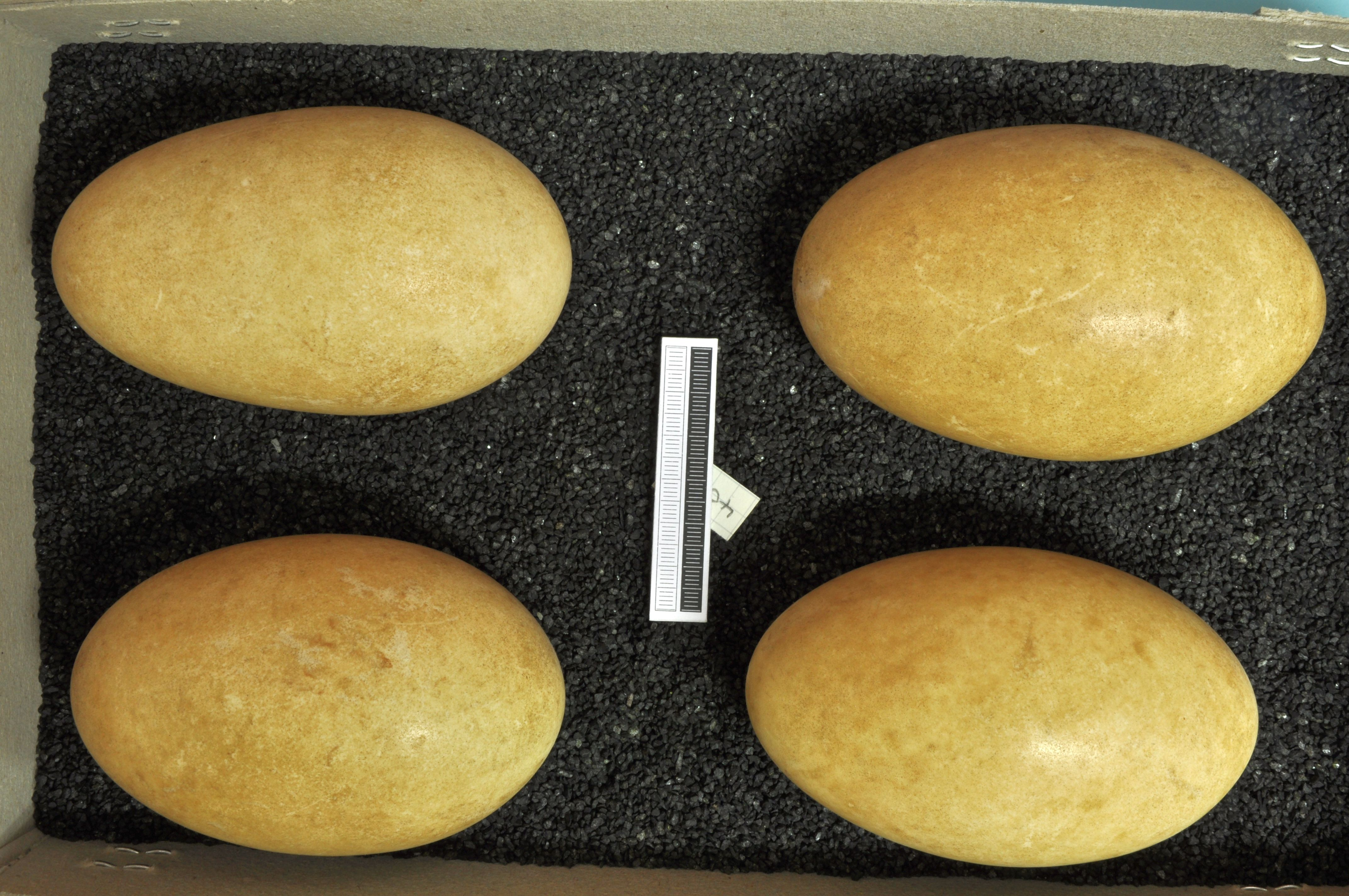
Œufs du Cygne chanteur.

La population est estimée à 180 000 individus. C'est une espèce beaucoup plus craintive que le cygne tuberculé.

## Menaces
Son statut de conservation est considéré comme une préoccupation mineure, il n'est menacé que par le dérangement, la modification de son habitat, la chasse illégale et la pollution liée au plomb et aux produits agricoles.